# Fadel Jilal
Fadel Jilal (ur. 4 marca 1964 w Casablance) – marokański piłkarz grający na pozycji obrońcy.

## Kariera klubowa
Fadel Jilal swoją karierę spędził w klubie Wydad Casablanca. Grał w niej w latach 1982-1998. Wywalczył cztery mistrzostwa Maroka w latach 1986, 1990, 1991 i 1993 oraz zdobył trzy Puchary Maroka w latach 1989, 1997 i 1998.

## Kariera reprezentacyjna
W reprezentacji Maroka Fadel Jilal grał w latach osiemdziesiątych.
W 1986 roku uczestniczył w Mistrzostwach Świata 1986 w Meksyku.
Na Mundialu był rezerwowym i nie wystąpił w żadnym spotkaniu.
Uczestniczył w przegranych eliminacjach Mistrzostw Świata 1990.